# Bulgarie au Concours Eurovision de la chanson 2021
La Bulgarie est l'un des trente-neuf pays participants du Concours Eurovision de la chanson 2021, qui se déroule à Rotterdam aux Pays-Bas. Le pays est représenté par la chanteuse Victoria Georgieva — sous le nom de scène VICTORIA — et sa chanson  Growing Up is Getting Old, sélectionnées en interne par le diffuseur bulgare BNT. Le pays se classe 11e avec 170 points lors de la finale.

## Sélection
Le diffuseur bulgare BNT annonce sa participation le 21 mars 2020, soit trois jours après l'annulation de l'édition 2020. Il confirme dès lors que VICTORIA est reconduite en tant que représentante du pays.
Le 29 janvier 2021, il est annoncé que la chanson sera soit choisie parmi les cinq chansons du premier EP de la chanteuse, A Little Dramatic, auxquelles s'ajoute le single Ugly Cry. Les chansons en compétition sont  :
| Titre                     | Auteur(s) et compositeur(s)                                                            |
| ------------------------- | -------------------------------------------------------------------------------------- |
| Ugly Cry                  | Victoria Georgieva, Billen Ted, Martin Masarov                                         |
| Imaginary Friend          | Victoria Georgieva, Cornelia Wiebols, Irma Eriksson Wadström, Oliver Björkvall         |
| Dive into Unknown         | Victoria Georgieva, Lukas Oscar, Pauline Skött, Borislav Milanov, Peter St James       |
| Phantom Pain              | Helena Larsson, Victoria Georgieva, Oliver Björkvall                                   |
| The Funeral Song          | Helena Larsson, Victoria Georgieva, Christopher Samuels, Nellie Fors, Oliver Björkvall |
| Growing Up is Getting Old | Victoria Georgieva, Maya Nalani, Helena Larsson, Oliver Björkvall                      |

Le 10 mars 2021, le diffuseur annonce que la chanson sélectionnée est Growing Up is Getting Old.

## À l'Eurovision
La Bulgarie participe à la deuxième demi-finale du 20 mai 2021. Elle s'y classe 3e avec 250 points, se qualifiant donc pour la finale. Lors de celle-ci, elle termine à la 11e place avec 170 points.